# Santa Elena de Jamuz
Santa Elena de Jamuz ist ein nordspanischer Ort und eine Gemeinde (municipio) mit 1.015 Einwohnern (Stand: 2024) im Süden der Provinz León in der Autonomen Gemeinschaft Kastilien-León. Neben dem Hauptort gehören die Ortschaften Jiménez de Jamuz und Villanueva de Jamuz zur Gemeinde.

## Lage und Klima
Santa Elena de Jamuz liegt etwa 40 Kilometer südsüdwestlich von León in einer Höhe von etwa 770 m. Das Klima ist gemäßigt bis warm; Regen (ca. 551 mm/Jahr) fällt überwiegend im Winterhalbjahr.

## Bevölkerungsentwicklung
| Jahr      | 1970 | 1981 | 1991 | 2001 | 2011 | 2021 |
| Einwohner | 2217 | 1583 | 1601 | 1344 | 1218 | 1029 |

## Wirtschaft
An erster Stelle im Wirtschaftsleben der Gemeinde steht traditionell die ursprünglich zur Selbstversorgung betriebene Landwirtschaft. Auf den Feldern wurden Weizen, Gerste, Wein etc. kultiviert; die Hausgärten lieferten Gemüse und Kartoffeln. 

## Sehenswürdigkeiten
- Reste der Burganlage von Villanueva de Jamuz
- Helenenkirche (Iglesia de Santa Elena) in Santa Elena de Jamuz
- Cyprianuskirche (Iglesia de San Cypriano) in Villanueva de Jamuz

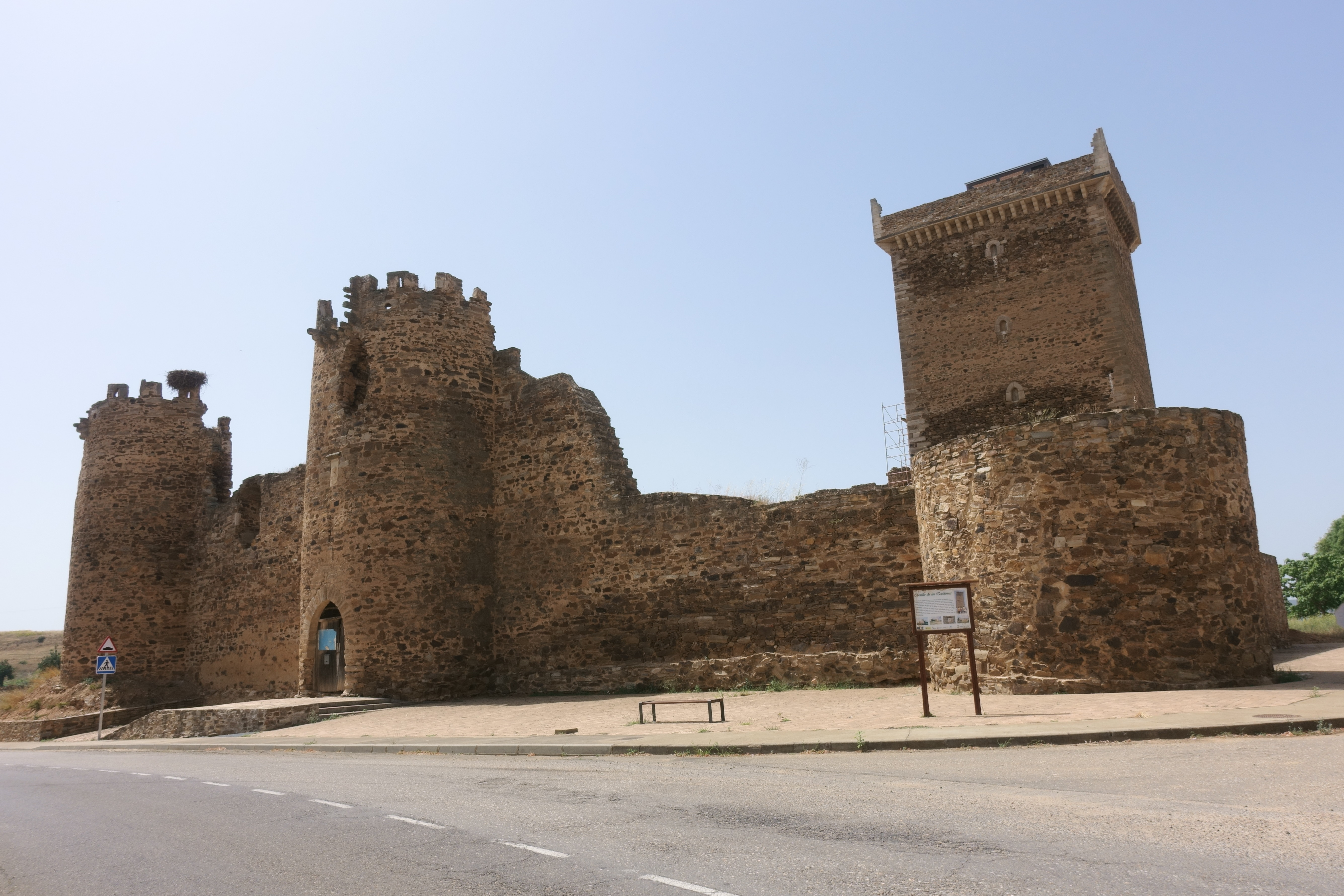
Reste der Burganlage
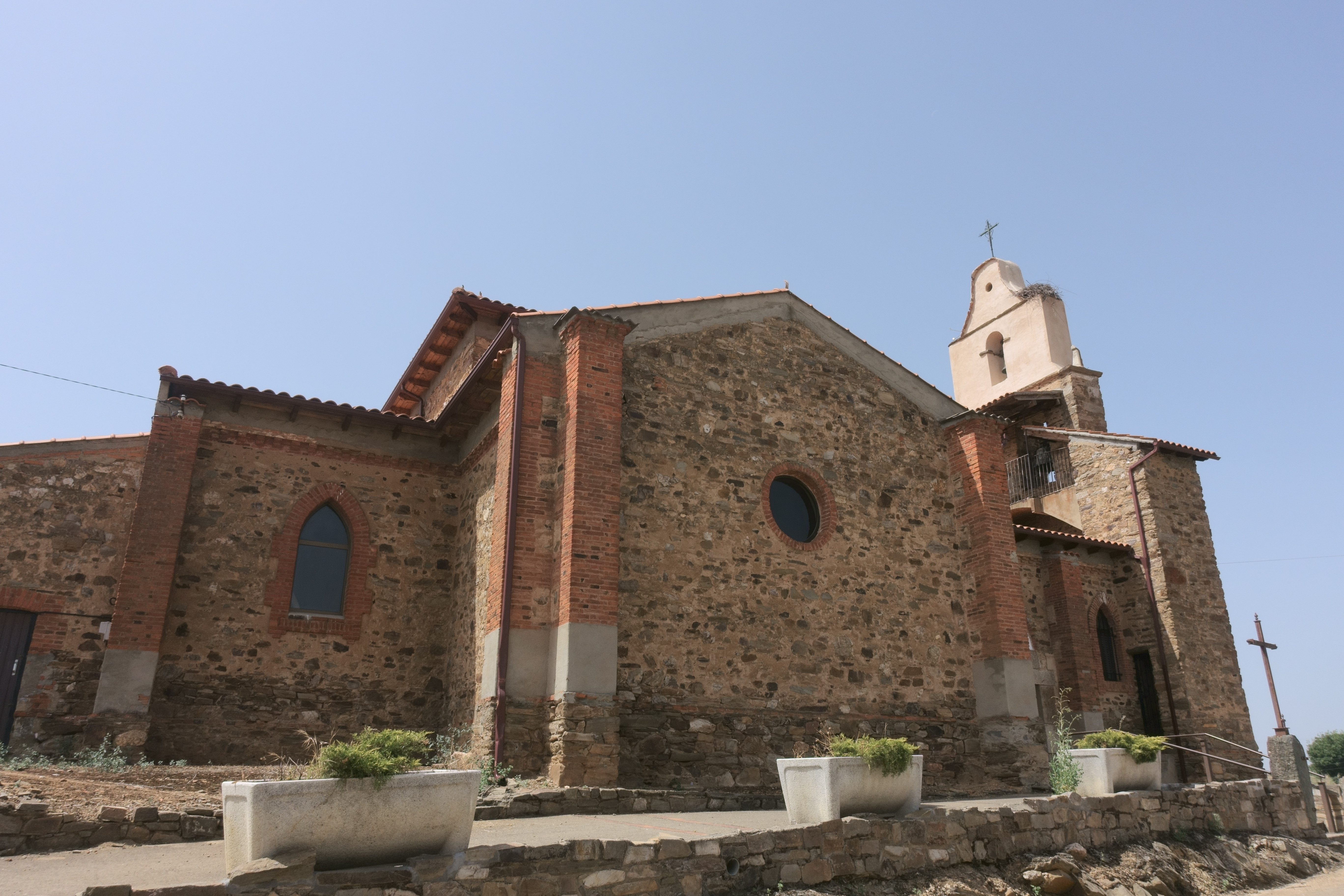
Helenenkirche
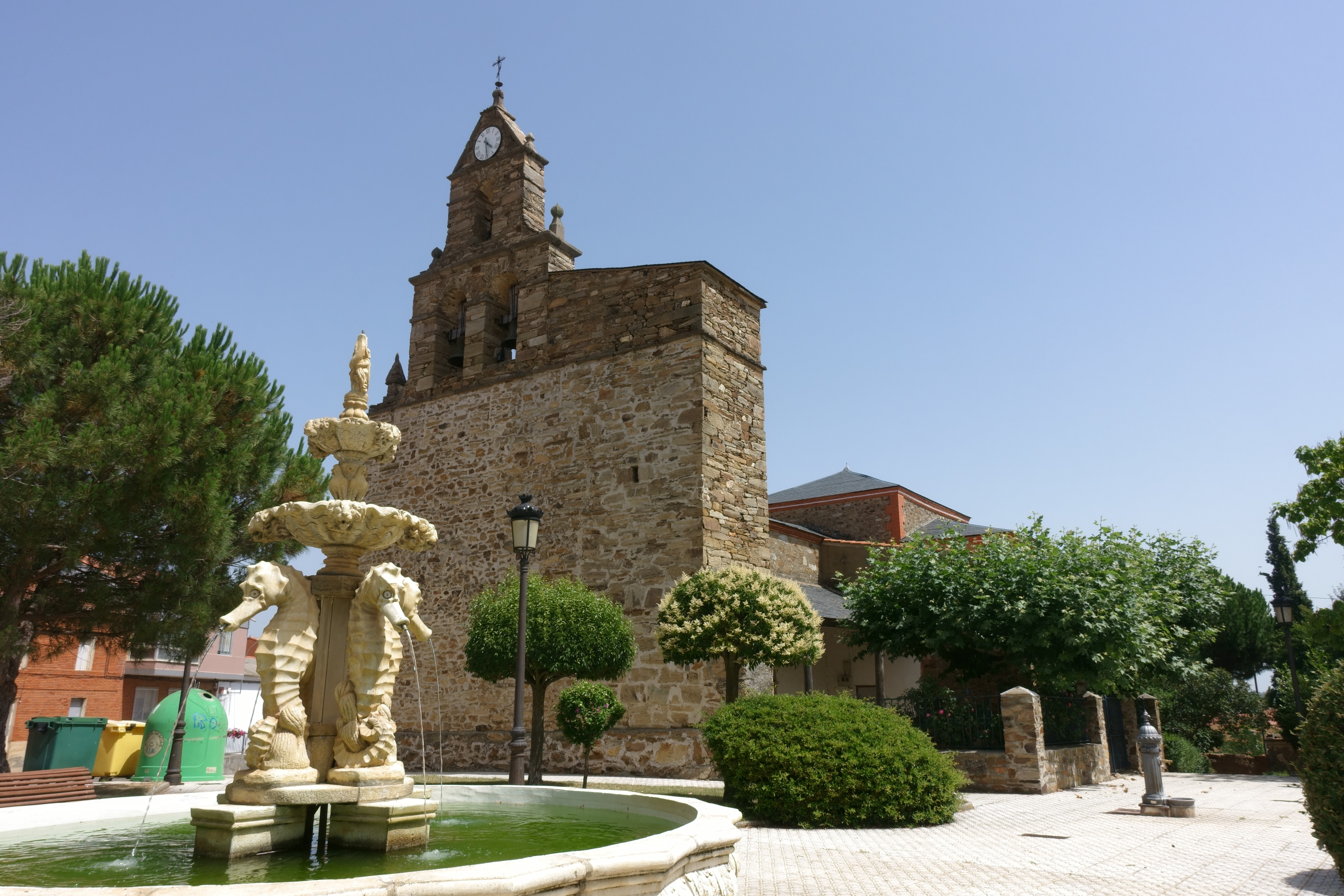
Cyprianuskirche
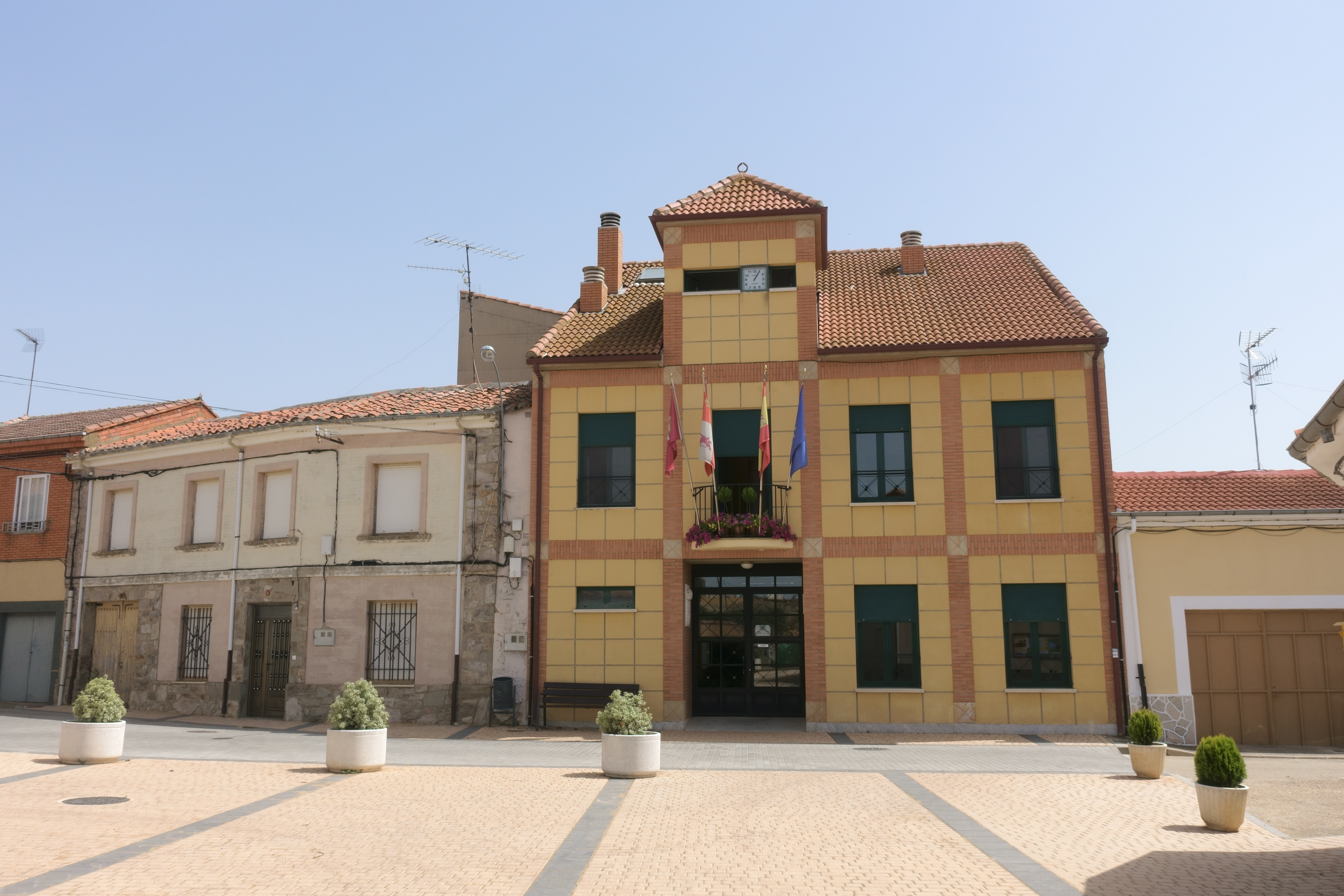
Rathaus